# Udhruh
Udhruh (în arabă اذرح; transliterare:  Udhruḥ, greaca veche Adrou, Άδρου), de asemenea, scris Adhruh, este un oraș în partea de sud a Iordaniei, parte administrativă a Guvernoratului Ma'an. Este situat la 15 kilometeri (9,3 mi) est de Petra. Este centrul subdistrictului Udhruh.În 2015, orașul avea o populație de 1.700 de locuitori, iar subdistrictul avea o populație de 8.374 de locuitori. 